# しあわせな孤独
『しあわせな孤独』（デンマーク語: Elsker dig for evigt、英語: Open Hearts）は2002年制作のデンマーク映画。ドグマ95のルールに沿って製作された。

## ストーリー
ドクターコース卒業間近のヨアヒムと、コックとして働くセシリは結婚を控え、幸せな日々を送っていた。しかしある日、ヨアヒムが交通事故に遭い、首から下が麻痺してまったく動かなくなってしまう。ヨアヒムは絶望し、献身的に介護しようとするセシリに辛く当たるようになる。そんなヨアヒムをセシリは愛していたが、拒絶されて傷ついてもいた。
一方、ある病院で働くニルスは、妻マリーが娘と口論中に若い男性を轢いてしまったこと、その被害者が自分で働く病院に入院していることを知り、被害者の婚約者セシリを励ますようになる。こうして、2人の関係は徐々に変化してゆく。

## キャスト
※括弧内は日本語吹替。
- ソニア・リクター：セシリ（斎藤恵理）
- マッツ・ミケルセン：ニルス（田中正彦）
- ニコライ・リー・カース：ヨアヒム（楠大典）
- パプリカ・スティーン：マリー（相沢恵子）
- ビルテ・ノイマン：ハンネ（竹口安芸子）
- スティーネ・ビェルレガード：スティーネ（松久保いほ）
- ニルス・オルセン：フィン（大久保利洋）
- ウルフ・ピルガード：トムセン（佐々木省三）
- ロニー・ロレンゼン：グスタヴ（浅井清己）
- ペレ・バング・ソレンセン：エミール（前田ゆきえ）
- アンダース・ニューボー：ロバート（武虎）